# Élection présidentielle de 2023 en république populaire de Chine
L'élection présidentielle chinoise de 2023 se tient le 10 mars 2023 afin d'élire au suffrage indirect le président et le vice-président de la république populaire de Chine.
Seul candidat en lice dans le cadre d'un régime à parti unique, Xi Jinping est réélu pour un troisième mandat, une première dans le pays depuis la suppression de la limitation à deux mandats entreprise sous son impulsion,.
Han Zheng, un fidèle du président Xi, est élu à la vice-présidence. 

## Système électoral
Le président et le vice-président de la république populaire de Chine sont élus pour cinq ans par les députés de l'Assemblée nationale populaire. Début 2023, ces derniers sont issus des élections législatives de 2022-2023.

## Candidats
- Xi Jinping, réélu secrétaire général du Parti communiste chinois lors du 20e congrès national en 2022.

## Résultats
| Candidat                 | Candidat                 | Parti                    | Voix  | %     |
| ------------------------ | ------------------------ | ------------------------ | ----- | ----- |
|                          | Xi Jinping               | PCC                      | 2 952 | 100   |
|                          |                          |                          |       |       |
| Votes valides            | Votes valides            | Votes valides            | 2 952 | 100   |
| Votes blancs et nuls     | Votes blancs et nuls     | Votes blancs et nuls     | 0     | 0.00  |
| Total                    | Total                    | Total                    | 2 952 | 100   |
| Abstention               | Abstention               | Abstention               | 28    | 0,96  |
| Inscrits / participation | Inscrits / participation | Inscrits / participation | 2 980 | 99,06 |